# بهدادین
بهدادین، روستایی است از توابع بخش سنگان و در شهرستان خواف استان خراسان رضوی ایران.

## جمعیت
این روستا در دهستان بستان قرار داشته و بر اساس سرشماری سال ۱۳۹۵ جمعیت آن (۲۹۳خانواده)۱۳۱۵
بوده‌است.